# Ordinary Angels
Ordinary Angels är en amerikansk dramafilm från 2024. Filmen är regisserad av Jon Gunn, efter ett manus skrivet av Kelly Fremon Craig och Meg Tilly. Filmen är baserad på verkliga händelser och hade biopremiär i USA den 23 februari 2024.

## Handling
Filmen kretsar kring frisörskan Sharon som på egen hand får med sig ett helt samhälle för att hjälpa änklingen Ed att rädda livet på hans sjuka dotter Michelle.

## Rollista (i urval)
- Hilary Swank – Sharon Stevens
- Alan Ritchson – Ed Schmitt
- Nancy Travis – Barbara
- Tamala Jones – Rose
- Skywalker Hughes – Ashley
- Amy Acker – Theresa
- Emily Mitchell – Michelle
- Drew Powell – Pastor Dave